# Беркез (Марамуреш)
Беркез (рум. Berchez) насеље је у Румунији у округу Марамуреш у општини Реметеа Киоарулуј. Oпштина се налази на надморској висини од 221 m.

## Становништво
Према подацима из 2002. године у насељу је живело 670 становника.

### Попис2002.
| Расподела становништва по националности 2002.‍ | Расподела становништва по националности 2002.‍ | Расподела становништва по националности 2002.‍ | Расподела становништва по националности 2002.‍ | Расподела становништва по националности 2002.‍ |
| --------------------------------------------- | --------------------------------------------- | --------------------------------------------- | --------------------------------------------- | --------------------------------------------- |
|                                               |                                               |                                               |                                               |                                               |
| Румуни                                        | Румуни                                        |                                               | 246                                           | 36,7%                                         |
| Мађари                                        | Мађари                                        |                                               | 424                                           | 63,3%                                         |